# Коцемир Віктор Францович
Ві́ктор Фра́нцович Коцеми́р (*10 серпня 1952) — голова Вінницької облдержадміністрації (2002—2004), голова Хмельницької облдержадміністрації (2004—2005).
Народився 10 серпня 1952 року в селі Морозові Дунаєвецького району Хмельницької області в сім'ї колгоспників.
Закінчив Хмельницький електромеханічний технікум, Хмельницький технологічний інститут побутового обслуговування, за фахом інженер-механік. Після проходження строкової військової служби пройшов шлях у будівельних організаціях від токаря до начальника госпрозрахункової дільниці «Будмонтажмеханізація» тресту «Спецсільгоспмонтаж». Очолював обласну Хмельницьку автобазу «Турист», працював заступником начальника Хмельницького обласного виробничого транспортного об'єднання «Хмельницькагропромтранс», директором Хмельницького спеціалізованого товариства «Агропромтранс», генеральним директором, головою правління ВАТ «Агротехтранс».
З 1998 по 2002 рік працював на посаді голови Волочиської райдержадміністрації Хмельницької області. За три з половиною роки Волочиський район поліпшив економічні показники і просунувся на порядок вище в обласних звітах. Поліпшився архітектурний вигляд Волочиська, було прокладено 140 км газових магістралей, побудовано три школи, поліклініка, стадіон розмірів стадіону «Динамо» в Києві. З іншого боку, набагато ширший круг хмельниччан сприймав В.Коцемира зовсім не як державного службовця, а швидше як бізнесмена. Дочка Оксана і її чоловік — зять В.Коцемира Валерій Кольгофер — депутати Хмельницької міської ради. Інша дочка В. Коцемира Валентина Коцемир-Добровольська теж займається будівельним бізнесом в Хмельницькій області
У травні 2002 року Указом Президента України Л. Д. Кучми призначений головою Вінницької обласної державної адміністрації. Щоб «бути повноправним учасником місцевого самоврядування», В.Коцемир балотувався на довиборах в облраду 27 жовтня 2002 р. по 11 Жмеринському виборчому округу, замість вибулого, у зв'язку з переходом на роботу у Верховну Раду України, Володимира Майстришина. Вибори були безальтернативними, Коцемир переміг. Але з посади голови облдержадміністрації, як того вимагає законодавство, не пішов. 8 червня 2004 року звільнений з посади голови Вінницької обласної державної адміністрації.
З 12 липня 2004 р. до 21 січня 2005 р. — голова Хмельницької обласної державної адміністрації.
За вагомий внесок у розвиток агропромислового комплексу, сумлінну працю і високий професіоналізм присвоєно почесне звання «Заслужений працівник сільського господарства України».